# Coreógrafo
Coreógrafo es el creador de la composición del baile, tanto para la danza como para otros espectáculos como el patinaje, nado sincronizado, la gimnasia rítmica, etc. Compone estructuras de movimientos trabajando con el cuerpo, espacio y tiempo, respaldado en su experiencia y persiguiendo un objetivo escénico. El término deriva de las palabras del griego antiguo κορεια (koreia, danza) y γραφια (grafia, escritura). De la primera de estas palabras deriva también coro, desde el momento que el coro de la tragedia y comedia se expresaba también bailando.
Para llegar a ser buen coreógrafo es necesario haber adquirido una larga experiencia como bailarín trabajando con maestros y coreógrafos de buen nivel, aunque la capacidad de componer bailes es una capacidad también innata equiparable a la de un pintor o cualquier otro artista. En las producciones contemporáneas de danza, el coreógrafo asume a menudo también la función de director del espectáculo.